# Plavi vlak
Plavi vlak je naziv za vlak posebne namjene, korišten za potrebe putovanja Josipa Broza Tita. Vlak je ispunjavao sve uvjete za boravak, rad te protokolarne obaveze tijekom putovanja, kako u zemlji, tako i u inozemstvu. Danas je u komercijalnoj uporabi.
Plavi vlak je do smrti Josipa Broza Tita 4. svibnja 1980. godine korišten isključivo za prijevoz predsjednika SFRJ, stranih državnika, visokih državnih i političkih dužnosnika. Od prvog polaska u prosincu 1946. godine, Josip Broz Tito je Plavim vlakom prešao više od 600 000 kilometara. Odluka o gradnji sadašnjih vagona donesena je 1956. godine, a vlak je 1959. godine izgrađen u tvornici GOŠA iz Smederevske Palanke te u tvornici vagona Boris Kidrič iz Maribora. Plavim vlakom putovalo je više od 60 svjetskih državnika, a za putovanje britanske kraljice Elizabete II. po Jugoslaviji u listopadu 1972. godine, vlak je posebno preuređen.

## Opis
Vlak je luksuzno opremljen i posjeduje sve potrebno za udobno putovanje. Unutrašnjost vlaka obložena je drvetom. Korišteni su mahagonij, kruška i orah, a saloni i hodnici su dekorirani intarzijama. 
Glavni dio Plavog vlaka čini predsjednički apartmanski salon, zatim svečani konferencijski salon, vagon restoran, kuhinja, apartmanski salon za goste, vagon za spavanje, energetski vagon te posebna zatvorena prtljažna kola za prijevoz automobila. Ukupno raspolaže s 92 mjesta, a pun kapacitet spavaćih kola je 90 ležajeva. 

## Lokomotive
Plavi vlak je imao nekoliko lokomotiva koje su ga vukle:
- parna lokomotiva serije JŽ 11 proizvedena 1947. godine u tvorici Mavag iz Budimpešte
- dizelska lokomotiva serije JŽ 761 s hidrauličnim prijenosnikom snage, proizvedena 1957. godine u Münchenu
- dizelsko-električna lokomotiva serije JŽ 666 proizvedena u General Motorsu (SAD) 1978. godine. Ova serija lokomotiva još uvijek je u uporabi u Srbiji.

U sastavu vlaka nalaze se i samohodni motorni salon te prikolica-salon apartmanskog tipa, izgrađena u Njemačkoj 1961. godine, a dograđena 1962. godine u Mariboru. Kapacitet salona je šest kabina (12 duplih ležajeva), a posjeduje kuhinju, vlastiti izvor grijanja i mogućnost električnog grijanja iz dizelskog agregata. Vlak ima dva Dieselova motora neovisna jedan od drugog koji razvijaju brzinu od 120 km/h.